# Troubleshooter
Troubleshooter – trzeci minialbum południowokoreańskiej grupy Kep1er, wydany 13 października 2022 roku przez wytwórnię Wake One Entertainment. Płytę promował singel „We Fresh”.

## Lista utworów
| CD | CD                                            | CD                                                                              | CD                                                                                            | CD                                                                       | CD      |
| Nr | Tytuł utworu                                  | Tekst                                                                           | Kompozycja                                                                                    | Aranżacja                                                                | Długość |
| -- | --------------------------------------------- | ------------------------------------------------------------------------------- | --------------------------------------------------------------------------------------------- | ------------------------------------------------------------------------ | ------- |
| 1. | „We Fresh”                                    | KZ, B.O                                                                         | KZ, Nthonius, Meisobo, B.O                                                                    | Nthonius, Meisobo                                                        | 3:15    |
| 2. | „Lion Tamer”                                  | Bay (153/Joombas)                                                               | Daniel Kim, Frankie Day, Charlotte Wilson, The Hub 88                                         | Daniel Kim                                                               | 3:02    |
| 3. | „Downtown”                                    | Mirror Boy (220Volt), D.Ham (220Volt), Moon Hanmiru (220Volt), Strongman, Boran | Mirror Boy (220Volt), D.Ham (220Volt), Moon Hanmiru (220Volt), Strongman, Boran               | Mirror Boy (220Volt), D.Ham (220Volt), Moon Hanmiru (220Volt), Strongman | 2:37    |
| 4. | „Dreams”                                      | Jinli (Full8loom), Moon Yeon (Full8loom)                                        | Glory Face (Full8loom), Harry (Full8loom), Jinli (Full8loom), Moon Yeon (Full8loom), Codename | Glory Face (Full8loom), Harry (Full8loom)                                | 3:22    |
| 5. | „The Girls (Can't Turn Me Down)” (Remastered) | Jeong Ha-ri (153/Joombas), Wwwave (Papermaker)                                  | Harold Philippon, Andy Love (THG/Sony)                                                        | Alawn (THG/Sony)                                                         | 3:58    |

## Notowania
| Lista                                 | Pozycja |
| ------------------------------------- | ------- |
| South Korean Albums (Circle)          | 2       |
| Croatia International Albums (HDU)    | 32      |
| Japanese Albums (Oricon)              | 6       |
| Japanese Combined Albums (Oricon)     | 7       |
| Japanese Hot Albums (Billboard Japan) | 21      |

## Sprzedaż
| Kraj             | Sprzedaż |
| ---------------- | -------- |
| Korea Południowa | 263 053  |
| Japonia          | 21 182   |